# Peter Wyder
Peter Rudolf Wyder (Burgdorf, 26 februari 1934 – Amsterdam, 30 juli 2024) was een Zwitsers natuurkundige. Hij was van 1967 tot 1988 en in 1990 hoogleraar in de experimentele vastestoffysica aan de Radboud Universiteit in Nijmegen. Wyder was later directeur van het Laboratoire National des Champs Magnétiques Intenses (National Laboratory for Intense Magnetic Fields, Laboratorium voor sterke magneetvelden) in Grenoble, Frankrijk.

## Leven en werk
Wyder promoveerde in 1965 aan de ETH Zürich op zijn proefschrift Freie Weglängen für die elektrische und die thermische Leitfähigkeit (Vrije weglengten bij elektrische en warmtegeleiding). In 1965 en 1966 werkte hij in de Verenigde Staten als onderzoeker bij de Universiteit van Californië/Berkeley en de Harvard-universiteit. Vanaf 1967 was hij hoogleraar experimentele vastestoffysica aan de Radboud Universiteit en werkte daar bij het High Field Magnet Laboratory.
Daarna leidde Wyder het Laboratoire National des Champs Magnétiques Intenses in Grenoble, Frankrijk tot 2001. Dat laboratorium werd opgericht als samenwerking van het Duitse Max-Planck-Institut für Festkörperforschung en het Franse Centre national de la recherche scientifique. Wyder was van 1984 tot 2001 directeur van dat Max-Planck-Institut.

## Eerbewijzen en promovendus
Wyder werd in 1985 gekozen tot buitenlands lid van de Koninklijke Nederlandse Akademie van Wetenschappen. Hij werd benoemd tot honorair hoogleraar aan de Universiteit van Konstanz (1987) en aan de Radboud Universiteit (1989). Jan Hendriks promoveerde in 1976 in Nijmegen bij Wyder in de natuurkunde op het proefschrift Measurements on superconducting films.
Wyder overleed op 30 juli 2024.

## Publicaties

### door Wyder
Onder meer
- 1965: Freie Weglängen für die elektrische und die thermische Leitfähigkeit, proefschrift, ETH Zürich, 1965. Ref. Olsen, J.L. Ook als tijdschriftartikel in Physik der kondensierten Materie vol. 3, pp 263–291 (1965).
- 1981 met J. A. A. J. Perenboom en F. Meier: Electronic properties of small metallic particles, Amsterdam: North-Holland Pub. Co., 1981. Series: Physics reports, v. 78, no. 2.
- 1994: Proceedings of the International Conference on Materials and Mechanisms of Superconductivity - High Temperature Superconductors IV : Grenoble, France, July 5-9, 1994. Pt. 1/2/3/4/5, Amsterdam North-Holland 1994. Series: Physica C, Superconductivity.
- 2002 met Robert Kratz: Principles of pulsed magnet design, Berlin; New York: Springer, 2002
- 2003 met Israel D. Vagner: Recent trends in theory of physical phenomena in high magnetic fields, Dordrecht: Kluwer Academic Publishers, 2003. Series: NATO science series, Series II, Mathematics, physics and chemistry, vol. 106. Proceedings of the NATO Advanced Research Workshop, Les Houches, France, February 25-March 1, 2002.
- 2004, met Israel D. Vagner en Boris I. Lembrikov: Electrodynamics of magnetoactive media, Berlin: Springer, 2004. Series: Springer series in solid-state sciences, 135.
- 2005, met G. Franco Bassani en Gerald Liedl: Encyclopedia of Condensed Matter Physics, Academic Press San Diego: Elsevier Science & Technology Books. Aug. 2005.
- 2013, met Klaus Andres en Bruno Lüthi: Ein Pionier der Nanotechnologie : Nobelpreisträgers Heinrich Rohrer, Neue Zürcher Zeitung, Nr. 114, (21.05.2013), p. 12.

### voor Wyder
- 1995, Walter Joss: Physics and magnetic fields: a festschrift to honour professor Peter Wyder on the occasion of his 60th birthday, Amsterdam : North-Holland, 1995. Series: Physica B, vol. 204, no. 1-4 (1995)